# Höhnstedt
Höhnstedt este o comună din landul Saxonia-Anhalt, Germania.